# Tango Argentino
Tango Argentino – muzyczny spektakl tanga argentyńskiego, który zapoczątkował gwałtowny wzrost zainteresowania tangiem na świecie w latach 80. XX wieku.
Tango Argentino, którego twórcami było dwóch Argentyńczyków Claudio Segovia i Héctor Orezzoli, a głównym choreografem Juan Carlos Copes był z początku pokazywany przez sześć dni w teatrze Theatre Chatelet w Paryżu na festiwalu Festival d'Automne w 10 listopada 1983, trzydziestu trzech tancerzy z Argentyny przyleciało na ten spektakl do Paryża samolotem wojskowym wraz z rakietą Exocet, która była wieziona do naprawy.  Po sukcesie w Paryżu artyści wrócili już Air France, chociaż sukces w Paryżu nie zrobił żadnego wrażenia w Argentynie.   Następnie spektakl był pokazywany  na Biennial of Venice. W 25 czerwca 1985 spektakl został pokazany na Broadwayu przez tydzień w City Center Theater on West 56th Street. W październiku 1985 wrócił na Broadway do teatru Mark Hellinger Theatre gdzie był pokazywany do stycznia 1986.  Spektakl dostał nagrodę Tony. W 1992 odbyła się premiera w Argentynie.  Przez dziesięć lat był pokazywany w 57 miastach w USA, Europie, Japonii, i Ameryce Łacińskiej. W 1993 został zamknięty. Spektakl przyczynił się do ponownego rozwoju tanga argentyńskiego na świecie i w Argentynie po 1983 roku i do powstania podobnych spektakli – Forever Tango, Tango X 2, Hooked on Tango, Tango Vivo!. Spowodował też powstanie szkół tanga i odrodzenie nauczania tego tańca. Choreografię opracowali Juan Carlos Copes i Maria Nieves. W spektaklu grał zespół Sexteto Mayor z bandeonistami Jose Libertella i Luisem Statzo oraz pianistą Osvaldo Berlingieri. W spektaklu śpiewali m.in. Roberto Goyeneche, Taul Lavie, Alba Solis, Jovita Luna.  

## Oryginalna muzyka
| Tytuł                                                  | Autor                  |
| ------------------------------------------------------ | ---------------------- |
| Quejas de Bandoneón                                    | Juan de Dios Filiberto |
| El Choclo                                              | Santos Discepolo       |
| La Cumparsita                                          | Enrique Pedro Maroni   |
| Uno                                                    | Mariano Mores          |
| Nostalgias                                             | Enrique Cadicamo       |
| La Puñalada                                            | Pintin Castellanos     |
| Cuesta Abajo                                           | Carlosa Gardela        |
| Jealousy                                               | Vera Bloom             |
| Balada Para Mi Muerte                                  | Astor Piazzolla        |
| Milonguita: Milonguita/Divina/Melenita de Oro/Re-Fa-Si | Samuel Linning         |
| Milongueando en el '40                                 | Armando Pontier        |
| Nunca Tuvo Novio                                       | Agustin Bardi          |
| Orgullo Criollo                                        | Pedro Laurenz          |
| De Mi Barrio                                           | Roberto Goyeneche      |
| Verano Porteño                                         | Astor Piazzolla        |
| La Última Curda                                        | Aníbal Troilo          |
| Canaro en Paris                                        | Alejandro Scarpino     |
| Mi Noche Triste                                        | Samuel Castriota       |
| Tanguera                                               | Mariano Mores          |
| Desencuentro                                           | Aníbal Troilo          |
| Adios Nonino                                           | Astor Piazzolla        |
| Danzarin                                               | Julián Plaza           |